# Venonia cinctipes
Venonia cinctipes är en spindelart som först beskrevs av Simon 1898.  Venonia cinctipes ingår i släktet Venonia och familjen vargspindlar. Inga underarter finns listade.